# Александър Масляков
Александър Василевич Масляков (на руски: Александр Васильевич Масляков) е съветски и руски телевизионен водещ. Основателят и собственикът на компанията „АМиК“ (Александр Масляков и Компания) е организатор на КВН (1964 – 1972, 1986 – 2022).

## Биография
Завършва Московския институт за инженери по транспорта (1964), Висшите курсове за телевизионни работници (1968).
Работи в телевизията от 1964 г. Бил е водещ на програмите: „Здравейте, ние търсим таланти“ (Алло, мы ищем таланты), „Нумо, момичета“ (А ну-ка, девушки), „Адреса на младите“ (Адреса молодых), „Нумо, момчета“ (А ну-ка, парни), „Смешни момчета“ (Весёлые ребята); водени репортажи от Световните фестивали на младежта и студентите в София, Хавана, Берлин, Пхенян, Москва; в продължение на няколко години той е постоянен водещ на международни песенни фестивали в Сочи, също така е домакин на програмите „Песен на годината“ (Песня года), „Шоуто на Александър“ (Александр-шоу) и много други.
Първият водещ на телевизионното предаване „Какво? Къде? Кога?" (1976 г., домакин на втория епизод на шоуто – няма водещ в първия епизод).

## Смърт
Александър Масляков умира 8 септември 2024 г. от бронхиален карцином в Москва на 82-годишна възраст.